# Ásgeir Trausti
Detta är ett isländskt namn. Efternamnet Einarsson är en patronym, inte ett familjenamn; personen kallas därför helst Ásgeir.
Ásgeir Trausti Einarsson (isländskt uttal: [ˈauːsceir̥ ˈtʰrøistɪ ˈeiːnar̥sɔn]), född 1 juli 1992, är en isländsk sångare, låtskrivare och musiker. I sina isländska releaser omnämndes han som Ásgeir Trausti. Men i och med hans lansering år 2013 som internationell artist, han har börjat använda mononymen Ásgeir. Ásgeir framträder med sitt eget band, Ásgeir Trausti Band. Han spelar även gitarr i det isländska bandet The Lovely Lion.
Ásgeir debuterade med sitt album Dýrð í dauðaþögn som släpptes under 2012, varifrån singeln "Sumargestur" hamnade som nummer två på Tónlist, en inofficiell men ofta citerad isländsk singellista. "Sumargestur" följdes sedan upp av singeln "Leyndarmál" (sex veckor som nummer ett på Tónlist) och titelspåret "Dýrð í dauðaþögn" från albumet (tre veckor som nummer ett på Tónlist).
En engelskspråkig version av Dýrð í dauðaþögn under titeln In the Silence var planerad att släppas den 27 januari 2014, men tillgängliggjordes på iTunes den 28 oktober 2013. Den amerikanska sångaren John Grant hjälpte med översättningen av låttexterna och nyproduktionen av det engelskspråkiga albumet.

## Diskografi

### Album

#### Studioalbum
| Titel                                        | Albumdetaljer                                                                  | Topplaceringar | Topplaceringar | Topplaceringar | Topplaceringar | Topplaceringar | Topplaceringar | Topplaceringar | Topplaceringar | Certifieringar |
| Titel                                        | Albumdetaljer                                                                  | ICL            | AUS            | BEL (FL)       | BEL (WA)       | DEN            | FRA            | NLD            | UK             | Certifieringar |
| -------------------------------------------- | ------------------------------------------------------------------------------ | -------------- | -------------- | -------------- | -------------- | -------------- | -------------- | -------------- | -------------- | -------------- |
| Dýrð í dauðaþögn                             | - Släppdatum: september 2012 - Språk: isländska - Skivbolag: Sena              | 1              | —              | —              | —              | 34             | —              | —              | —              | - ISL: Platina |
| In the Silence (reissue of Dýrð í dauðaþögn) | - Släppdatum: 27 januari 2014 - Språk: engelska - Skivbolag: One Little Indian | 2              | 8              | 42             | 102            | —              | 32             | 36             | 40             |                |
| Afterglow                                    | - Släppdatum: 5 maj 2017 - Språk: engelska                                     |                |                |                |                |                |                |                |                |                |

### Singlar

#### Island
| År   | Singel              | Topplacering | Certifiering     | Album |
| År   | Singel              | ICL*         | Certifiering     | Album |
| ---- | ------------------- | ------------ | ---------------- | ----- |
| 2012 | "Sumargestur"       | 2            | Dýrð í dauðaþögn |       |
| 2012 | "Leyndarmál"        | 1            | Dýrð í dauðaþögn |       |
| 2012 | "Dýrð í dauðaþögn"  | 1            | Dýrð í dauðaþögn |       |
| 2013 | "Nýfallið regn"     | 5            | Dýrð í dauðaþögn |       |
| 2013 | "Hærra"             | 7            | Dýrð í dauðaþögn |       |
| 2013 | "Heimförin"         | 14           | Dýrð í dauðaþögn |       |
| 2014 | "Frá mér til ykkar" | 1            | i.u.             |       |
| 2014 | "Stormurinn"        | 1            | i.u.             |       |
| 2017 | "Unbound"           | i.u.         | i.u.             |       |

*Placeringar på den inofficiella isländska singellistan Tónlist, som indikerar popularitet och framgång.